# 吳稼竳
吳稼竳（？—？），字翁晉，浙江湖州府孝豐縣人，軍籍，明朝政治人物。

## 生平
吳維嶽之子。屢試不第，以父蔭為郎，歷官南京光祿寺典簿，官至雲南通判。與茅維、臧懋循、吳夢暘並稱“苕溪四子”，有令譽於當時。朱彝尊稱其樂府如“健兒騎駿馬，左右馳突，靡不如意”。萬曆三十年（1602年）尚在世。著有《元蓋副草》二十卷、《滇遊北征前後集》等。